# Перхлорат марганца
Перхлорат марганца — неорганическое соединение,
соль марганца и хлорной кислоты с формулой Mn(ClO4)2,
розовые кристаллы,
растворяется в воде,
образует кристаллогидраты.

## Физические свойства
Перхлорат марганца образует кристаллы.
Растворяется в воде.
Образует кристаллогидрат состава Mn(ClO4)2•6H2O — розовые кристаллы
гексагональной сингонии,
параметры ячейки a = 1,570 нм, c = 0,530 нм, Z = 6.